# Chiesa di San Rocco (Predaia)
La chiesa di San Rocco è una chiesa sussidiaria a Tuenetto, frazione di Predaia, in Trentino. Risale al XVI secolo.

## Storia

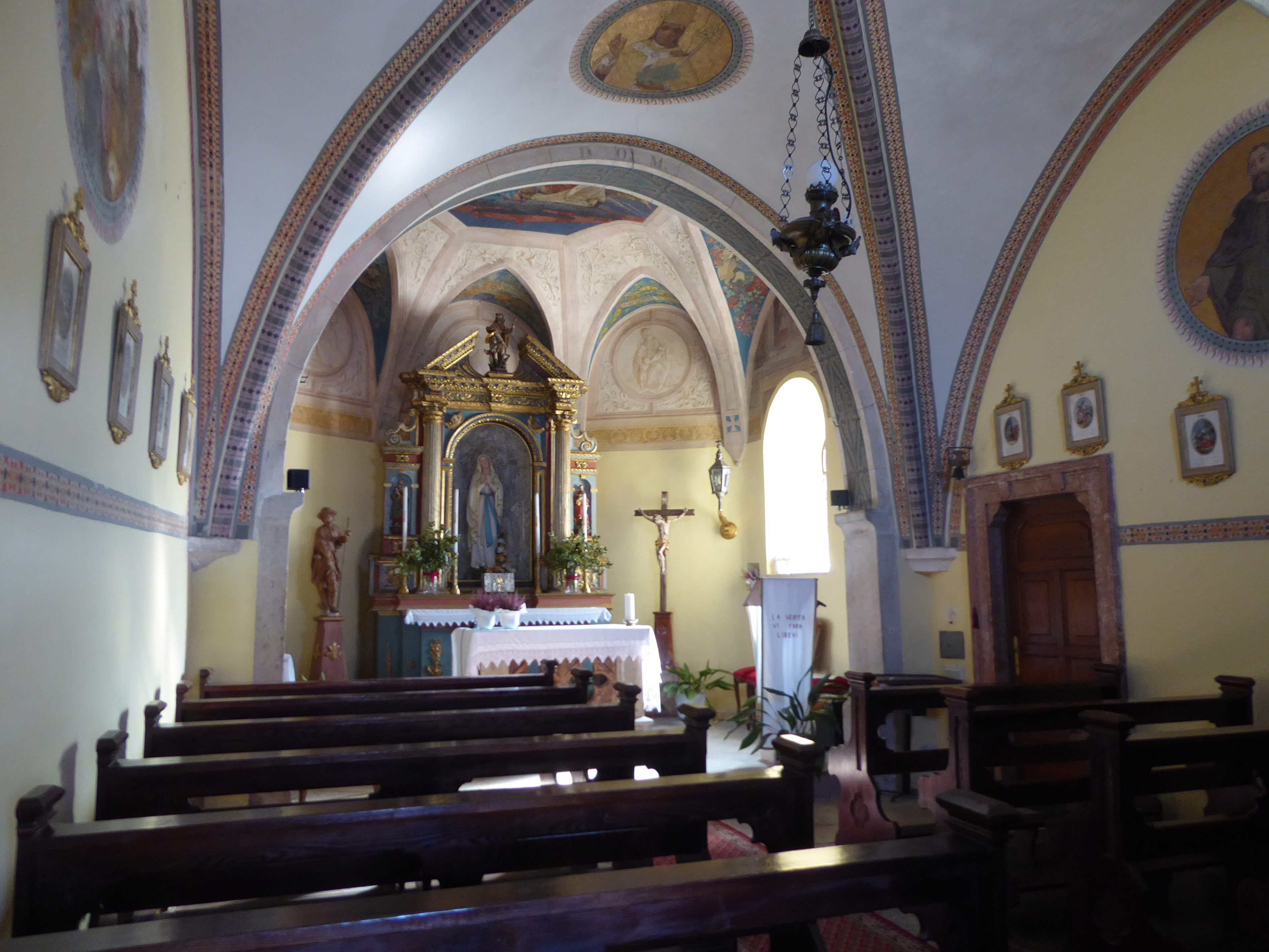
Interno

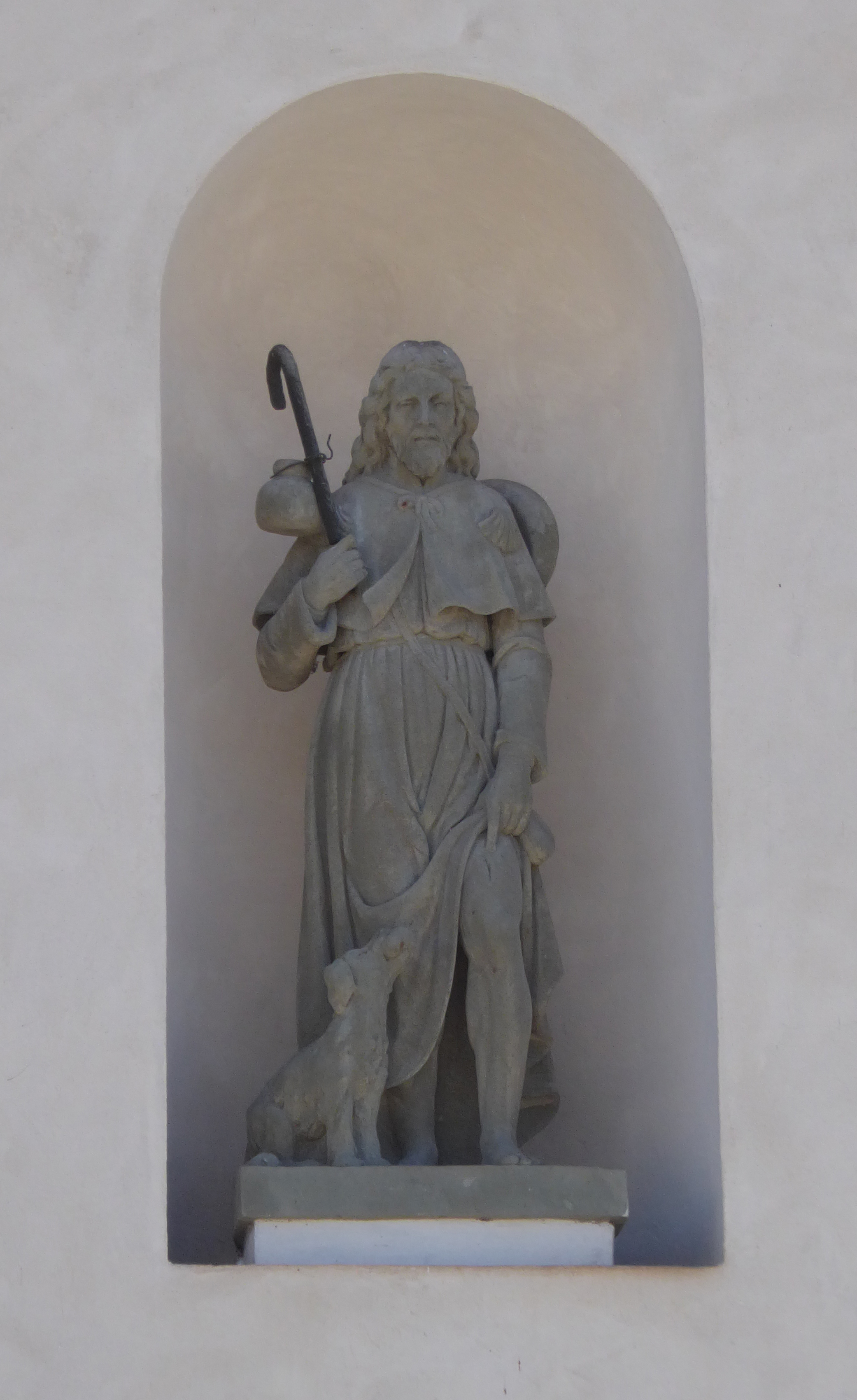
Statua di san Rocco sulla facciata

La piccola chiesa in località Tuenetto intitolata a San Rocco è stata costruita in data incerta, e anche se fonte ecclesiastica (arciprete Tomasi) fissa tale momento a tempi antecedenti, viene citata nella documentazione di una visita pastorale della fine del XVI secolo, ed era in quel caso definita in cattive condizioni.
Nel XVIII secolo fu eretta una torre campanaria  mentre in precedenza era presente un solo campanile a vela. Subito dopo l'edificio fu oggetto di una importante ristrutturazione che portò una nuova pavimentazione, un nuovo portale sulla facciata e la sistemazione della sala, con la rimozione di un vecchio altare. Durante tali lavori riemerse una parte affrescata che ritrae San Rocco oltre ad uno stemma nobiliare. La facciata venne decorata con l'immagine della Madonna con Gesù Bambino.
La torre campanaria venne ultimata verso la fine del secolo, e intanto vennero effettuati lavori nel vicino camposanto e venne rifatta la copertura dell'edificio. Ancora nel secolo successivo il campanile ebbe bisogno di interventi, in particolare nella cella campanaria.
Col XX secolo si costruì la sacrestia, e sia la navata sia la parte presbiteriale vennero decorati. Dopo la fine del primo conflitto mondiale vennero fuse due nuove campane in sostituzione di quelle storiche requisite dagli austriaci e venne posta sulla facciata della chiesa una statua raffigurante San Rocco.
Nella seconda parte del secolo l'edificio sacro fu oggetto di furti. Vennero rubate le statue in legno che ornavano l'altare, e in seguito queste vennero sostituite con altre realizzate in Val Gardena.
Tra gli ultimi interventi realizzati a partire dal 1979 ci fu la sistemazione del tetto ed un restauro per preparare l'edificio all'arrivo dell'immagine sacra della Madonna di Lourdes prevista per cinque anni dopo.
Furono messi a norma gli impianti, vennero sistemata la facciata, la sacrestia e la zona absidale. Fu realizzato l'adeguamento liturgico e venne predisposta una nicchia ad imitazione della grotta di Lourdes.
In seguito, e sino al 2005, fu elettrificato il movimento della campane e ne vennero comprate due nuove.